# Shady Part of Me
Shady Part of Me è un videogioco del 2020 sviluppato da Douze Dixièmes e pubblicato da Focus Entertainment per Microsoft Windows, PlayStation 4, Xbox One e Nintendo Switch.
Il gioco è stato annunciato nel corso dei The Game Awards 2020. La protagonista del gioco è doppiata da Hannah Murray.